# Bok van Blerk
Bok van Blerk, właśc. Louis Pepler (ur. 30 marca 1978) – południowoafrykański muzyk śpiewający w języku afrikaans.

## Życiorys
Treść tej sekcji od 2017-05 może nie być zgodna z zasadami neutralnego punktu widzenia.
 Po wyeliminowaniu niedoskonałości należy usunąć szablon {{Dopracować}} z tej sekcji.
Bok van Blerk uczęszczał do Hoërskool Die Wilgers w Pretorii. W marcu 2006 roku zrealizował wraz z Mossies zrealizował album Jy praat nog steeds my taal (Ty ciągle mówisz moim językiem). Ten sam album został zrealizowany w październiku 2006 pod nazwą De La Rey już wyłącznie przez Boka van Blerka. Album ten zapewnił artyście sławę i wywołał niemałe zamieszanie w RPA. Piosenka De La Rey stała się niemal hymnem młodych Afrykanerów. Bok van Blerk został zlustrowany na wszystkie sposoby: czy nie jest rasistą, czy nie ma skrajnie prawicowych poglądów, czy nie popiera apartheidu i dlaczego akurat śpiewa w języku afrikaans. Ministerstwo kultury RPA, dziś rządzonej przez Afrykański Kongres Narodowy, wypracowało cały elaborat na temat wywrotowego songu, w którym przestrzega przed zamieszkami. Jednak ci, którzy śpiewają De la Reya nie są rasistami – to po prostu element przebudzenia narodowego. „To hymn młodych białych, którzy mają dość poczucia winy za apartheid” – pisze Guardian, a jedna z południowoafrykańskich telewizji mówi wręcz o pokoleniu De la Reya. Sam Bok van Blerk wypowiedział się krótko: – Ta piosenka powoduje, że dumni są ze swojego dziedzictwa. 

## Dyskografia
- De La Rey (Jy praat nog steeds my taal) (2006, Mozi)
- Ons vir Jou Suid-Afrika (2008, Mozi)
- Afrikanerhart (2009, Mozi)
- My Kreet (2010)
- Sing Afrikaner Sing (2015)
- Hoor Ons! (2019, Coleske Artists)

## Filmografia
- Platteland (2011)
- Leading Lady (2014)
- Krew i chwała (2016)
- Zima wszyta w skórę (2018)